# Jastrow-Illusion

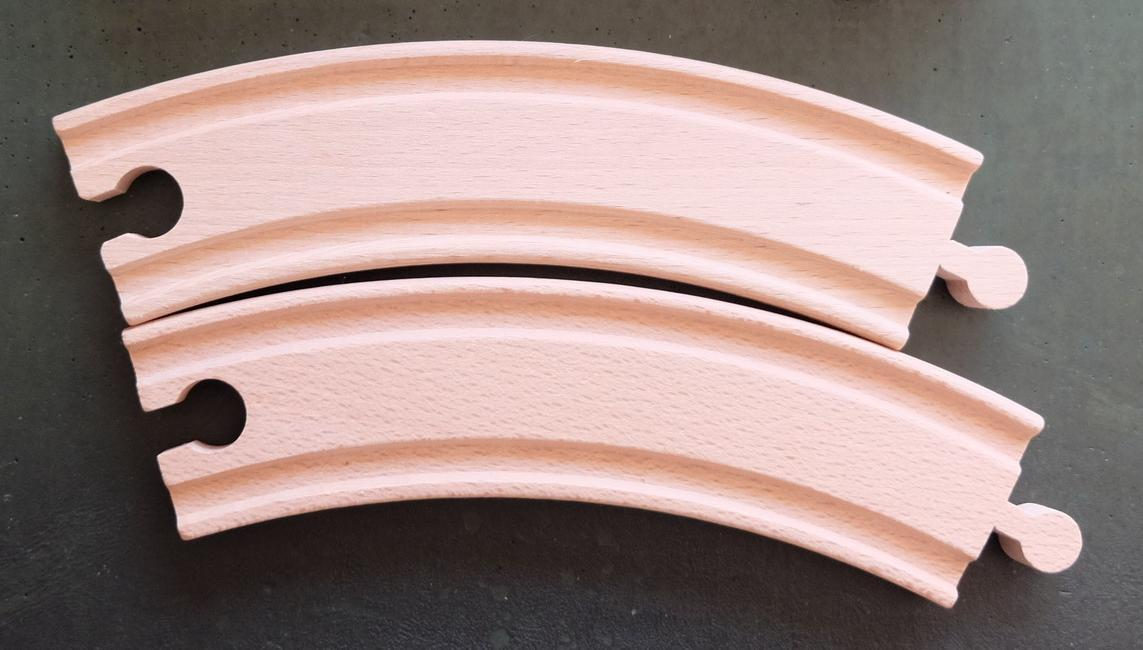
Optische Täuschung: Jastrow-Illusion

Optische Täuschung: Jastrow-Illusion

Die Jastrow-Illusion ist eine optische Täuschung, die 1892 von dem amerikanischen Psychologen Joseph Jastrow beschrieben wurde.
Dabei werden zwei kreisförmig gebogene Gleisabschnitte so wie in dem Bild untereinander gelegt. Der untere Abschnitt scheint länger zu sein, was er aber nicht ist. Diese Täuschung entsteht durch den Vergleich der beiden Gleisabschnitte in dem Bereich, wo sie sich nahe sind. Man vergleicht also intuitiv den größeren Kreisbogen (unten, rot) mit dem kleineren (oben, magenta) und empfindet den unteren Gleisabschnitt länger als den oberen. Wichtig für diese Täuschung ist, dass die beiden Kreisbögen, die man vergleicht, im gleichen Punkt beginnen.
Für die Länge eines Kreisbogens gilt: Länge = Radius × Winkel (im Bogenmaß). Die Winkel sind für den roten und den magentafarbenen Kreisbogen gleich. Der rote Bogen hat einen größeren Radius als der magentafarbene Bogen, also ist er länger. Für nicht gebogene Abschnitte bildet ein Gleisabschnitt ein Rechteck und die gegenüber liegenden Seiten sind gleich lang.